# Basim
Anis Basim Moujahid (* 4. Juli 1992), besser bekannt als Basim, ist ein dänischer Popsänger und Songschreiber marokkanischer Herkunft.

## Karriere
Im Jahr 2008, im Alter von 15 Jahren, nahm Basim an der dänischen Version der Castingshow X Factor teil und erreichte dabei das Viertelfinale. Darauf begann er in Dänemark eine Karriere als Sänger und veröffentlichte die zwei Alben Alt det jeg ville have sagt (2008) und Befri dig selv (2009), welche insgesamt fünf Singleauskopplungen hervorbrachten. Am 8. März 2014 gewann Basim den Dansk Melodi Grand Prix, den dänischen Vorentscheid zum Eurovision Song Contest 2014, und vertrat somit am 10. Mai Dänemark mit dem Lied Cliché Love Song. Er belegte im Finale den neunten Platz.
Der dänische Rundfunk gab schließlich bekannt, dass Basim die dänische Punktevergabe im Finale des Eurovision Song Contest 2015 verlesen soll.

## Diskografie
Alben
- 2008: Alt det jeg ville have sagt
- 2009: Befri dig selv

EPs
- 2013: 5

Singles
- 2008: Alt det jeg ville have sagt
- 2008: Jeg vil
- 2009: Baby, jeg savner dig
- 2009: Lad ikke solen gå ned (Basim & Lis Sørensen)
- 2009: Befri dig selv
- 2011: Ta’ mig tilbage
- 2012: I dine hænder
- 2013: Brænder inde (Line & Basim)
- 2014: Cliché Love Song
- 2017: Comme ci comme ça (feat. Gilli)
- 2017: Aji Aji
- 2018: Tilfældigt (feat. Benny Jamz)
- 2018: Tanker
- 2021: Du gør det godt (Paradise Hotel 2021) (feat. Johnson & Hedegaard)
- 2022: Det er mig der står herude og banker på